# Moehringia pichleri
Moehringia pichleri là loài thực vật có hoa thuộc họ Cẩm chướng. Loài này được Huter mô tả khoa học đầu tiên năm 1904.